# Калужский кратер
Калу́жский кра́тер (Калужская кольцевая структура) — предположительно, метеоритный кратер, расположенный на Русской платформе на территории Калужской области России.
Кратер, имеющий 15 км в диаметре, погребён под 800-метровой толщей осадочных пород, поэтому он не проявляется на космических снимках. Возраст кратера оценивается в 380 ± 5 миллионов лет (средне-верхнеэйфельский ярус среднего девона). Предположительный центр кратера находится в районе посёлка Тихонова Пустынь.